# La vie est un zoo
 (novembre 2020).
La vie est un zoo (Life's a Zoo) est une série télévisée d'animation canadienne en vingt épisodes de 22 minutes créée par le studio d'animation Cuppa Coffee, et diffusée entre le 1er septembre et le 21 novembre 2008 sur Teletoon et en français à partir du 6 septembre 2008 sur Télétoon.
La série est une parodie d'émissions de télé-réalité telles que Loft Story, Big Brother ou Occupation Double.
En France, elle a été diffusée sur la chaîne Game One, puis distribuée par la société Program Store. MTV la diffuse également, notamment en Belgique.

## Synopsis
Claude, présentateur de la série La vie est un zoo.tv, anime l'émission quelque part en Saskatchewan ; sept animaux anthropomorphiques concurrents cohabitent dans un manoir et doivent participer à plusieurs défis pour gagner ce manoir, sachant qu'ils risquent à tout moment de se faire exterminer (jargon signifiant « être éliminé »).

## Épisodes
La série compte vingt épisodes dont les deux derniers forment l'épisode final :
1. Bienvenue dans la jungle (Welcome to the Jungle)
2. Qui dort perd (You Snooze, You Lose It)
3. La Raypublica (Rayland)
4. Pas Chi facile d'être une star (It's Not Easy Being Chi)
5. Maigris ou disparais (Live and Let Diet)
6. Dr D est dans la place (Dr D Plays House)
7. Panique en pique-nique (Teddy Bear's Picnic)
8. Dites-moi où je suis (Big Brother, Where Art Thou)
9. Une sacrée trouille (Scared Shirtless)
10. Objets du vice (Self Helpless)
11. Un peu de retenue (Acts of Random Niceness)
12. Comme dans les dessins animés (2D or not 2D)
13. Ray prend les commandes (Ray Against the Machine)
14. Émissions spéciales (Unplugged and Rewired)
15. Cible en vue (The Breakfree Club)
16. Vérités ou conséquences (Truth or Consequences)
17. C'est à Chi le bébé (Chi's Having A Baby)
18. Pour le meilleur et pour le prix (Holy Matrimony)
19. Grande finale (1/2) (Chubby Chasers)
20. Grande finale (2/2) (The Finale Finale)

## Musique
Chaque épisode, sauf un, contient un morceau de musique différent, interprété par un chanteur ou un groupe canadien :
1. "Made of Stone" de Spiral Beach.
2. "Young Leaves" de Attack in Black (en).
3. "Spinning in My Grave" de The Beautiful Unknown.
4. "Mr. Therapy Man" de Justin Nozuka.
5. "The Skinny" de The Tin Bangs.
6. "Won More Time" de God Made Me Funky (en).
7. "Show Me" de Ripped.
8. "Midnight Love" de Jason Kent.
9. "First Date" de Danko Jones.
10. "How Did You Get This Way?" de Trophy Band.
11. "Roller Coaster" de Major Maker (en).
12. "Sinners of St. Avenue" de SLAVE to the SQUAREwave.
13. Seul épisode sans musique dédiée.
14. "Blue Flame" de Run With Kittens.
15. "Don't Let Go" de Crowned King.
16. "Chasing Satellites" de Hello Operator.
17. "Fashionable People" de Joel Plaskett (en).
18. "From Me To You" de Vanderpark.
19. "Goin' Down" de The Illuminati.
20. "Leave a Light" de Krista Muir.

## Personnages

### Participants

#### Ray
Ray est un orang-outan qui avec Jacques, forment les deux personnages principaux de l'émission, surtout à cause des mauvais coups qu'ils font ensemble. Il a un fort accent « djeuns », les yeux en sang, il a la réputation d'être assez fêtard, il adore le rock et toutes les drogues possibles et imaginables. Apparemment, ce serait de famille, puisque ses parents seraient pareils et il était souvent seul (dans Une sacrée trouille). Ray a aussi la réputation d'être pervers (il filme Minou sous la douche et il a eu des relations sexuelles avec Chi Chi). En VF, il est doublé par Hugolin Chevrette.

#### Jacques
Jacques (Jake) est un pervers cochon québécois. Il a cru que le camion de l'émission était celui de la banque de spermes (dans Vérités ou conséquences)! Il se sur-estime lui-même, alors qu'il n'a rien gagné de sa vie, il a la réputation d'être compétitif, limite tricheur (dans Maigris ou disparais, il se fait faire une lippossussion et dans C'est a Chi le bébé, il cire le sol pour faire glisser les autres) Il a une très grande réputation de pervers, il a des vues sur Minou qu'il mâte sans arrêt sous la douche et dont il a de nombreuses fois tenter de coucher avec puis sur Bobbie, la présentatrice de l'émission. Il serait encore vierge, et il n'aurait eu des relations sexuelles uniquement avec sa main et une papaye (voir Qui dort perd)! Il est surnommé "petit gros Jacques" (ce qui n'est pas faux), "Jacquali", "Jacouille" et "Jacquimbécileski" par Morreski. En VF, il est doublé par Gilbert Lachance.

#### Chichi
Chichi est un panda d'origine chinoise et fière de sa culture. Contrairement aux autres personnages, elle a la réputation d'être trop Gourmande et craque vraiment quand elle en a besoin. Elle a aussi la réputation d'être boulimique mais également assez perverse (dans Pas Chi facile d'être une star, elle aura des relations sexuelles avec dans cet ordre Ray, Dr D et Morreski)! Elle aurait également fait de la pornographie (dans Vérités ou conséquences). Elle aurait un faible pour Dr D (peut-être parce qu'ils cohabitent dans la même chambre) et elle n'aurait jamais eu d'amis de sa vie. En VF, elle est doublée par Michèle Lituac.

#### Morreski
Morreski est un vieil ours brun russe. Il porte un fez sur la tête. Il a la très grande réputation d'être alcoolique, il est souvent vu avec une bouteille de vodka à la main et il en boit à tous ses repas depuis qu'il est petit (dans Panique en pique-nique) donc depuis sa naissance. Il a également la réputation d'être vieux, souvent dit qu'il serait assez vieux pour être l'arrière-arrière-arrière-grand-père de quelqu'un et a des souvenirs assez étranges de son passé. Il a un très fort accent russe et il parle souvent de proverbes russes en commençant toujours par "Comme on dit dans mère patrie". Ses souvenirs les plus idiots sont sans doute ceux de sa femme qui serait en réalité un homme. Dès que quelqu'un dit du mal de sa mère, il finit en général raide-mort (ce qui arrivera à Dr D). Il est également communiste. En VF, il est doublé par Patrick Chouinard.

#### Docteur D (DrD)
Dr D de son Vrai Nom Dewey Dewson est un manchot papou qui fait du hip-hop. Il porte du bling, des baskets, des lunettes de soleil et une casquette. Comme on peut le suggérer, il n'est pas vraiment docteur mais pratique bien l'anesthésie si on ne lui paye pas ses paris gagnants (dans Maigris ou disparais). Il serait dépendant au cigare cubain (dans Objets du vice). Il peut être encore plus tricheur que Jacques comme pour se montrer sur scène (dans Dr D est dans la place). Il serait en fait assez trouillard (dans Dites moi ou je suis). Son nom évoque le rappeur Dr. Dre. Dr D n'est pas un délinquant, ceci est révélé dans l'épisode Vérités ou Conséquences. En VF, il est doublé par Didier Lucien.

#### Rico
Rico est un crocodile homosexuel colombien. Comme on peut en juger par ses mimiques, ses goûts et son accent, Rico n'est qu'un vulgaire stéréotype des homosexuels. Il aurait surtout un faible pour Ray (ils cohabitent dans la même chambre et dans le même lit) et il est un expert DU margarita. Il dit qu'il aurait été souvent rejeté lorsqu’il était petit (dans La Raypublica). En VF, il est doublé par Manuel Tadros.

#### Minou
Minou est une panthère noir jamaïquaine sexy qui n'aime qu'elle seule. Elle se tartine de maquillage et l'explication à ses diverses coiffures serait dû au fait qu'elle porte des perruques (dans Objets du vice). Elle est colérique et se dit normale et équilibrée alors qu'elle parle à son miroir. Elle est constamment harcelée par Jacques. En VF, elle est doublée par Sophie Faucher.

### Présentateurs

#### Claude
Claude est un vautour, présentant les treize premiers épisodes de l'émission avant d’être enlevé par les participants puis d'être muté dans une autre émission. Il aurait eu plusieurs femmes (dans Une sacrée trouille). En VF, il est doublé par Benoit Rousseau.

#### Bobbie
Bobbie est un phoque (Femelle), succédant à Claude. En VF, elle est doublée par Sylvie Moreau.